# 17062 Bardot
17062 Bardot este o planetă minoră (asteroid), cu un diametru de 11,162 km, din centura de asteroizi. A fost descoperită pe 10 aprilie 1999 la Stația Anderson Mesa de Lowell Observatory Near-Earth-Object Search și a fost numită după Brigitte Bardot. 
Obiectul prezintă o orbită caracterizată de o semiaxă mare de 3,1475253 UAi, o excentricitate de 0,03, o înclinație de 4,26159 ° în raport cu ecliptica.